# Abdelhamid El Kaoutari
Abdelhamid El Kaoutari, né le 17 mars 1990 à Montpellier, est un footballeur international marocain qui évolue en tant que défenseur central. 
Il possède deux titres à son palmarès, un titre de champion de France obtenu en 2012 avec le Montpellier HSC et celui de vainqueur de la Coupe Gambardella en 2009. Lors de la même saison, il finit également vice-champion de Ligue 2.

## Biographie

### Carrière en club

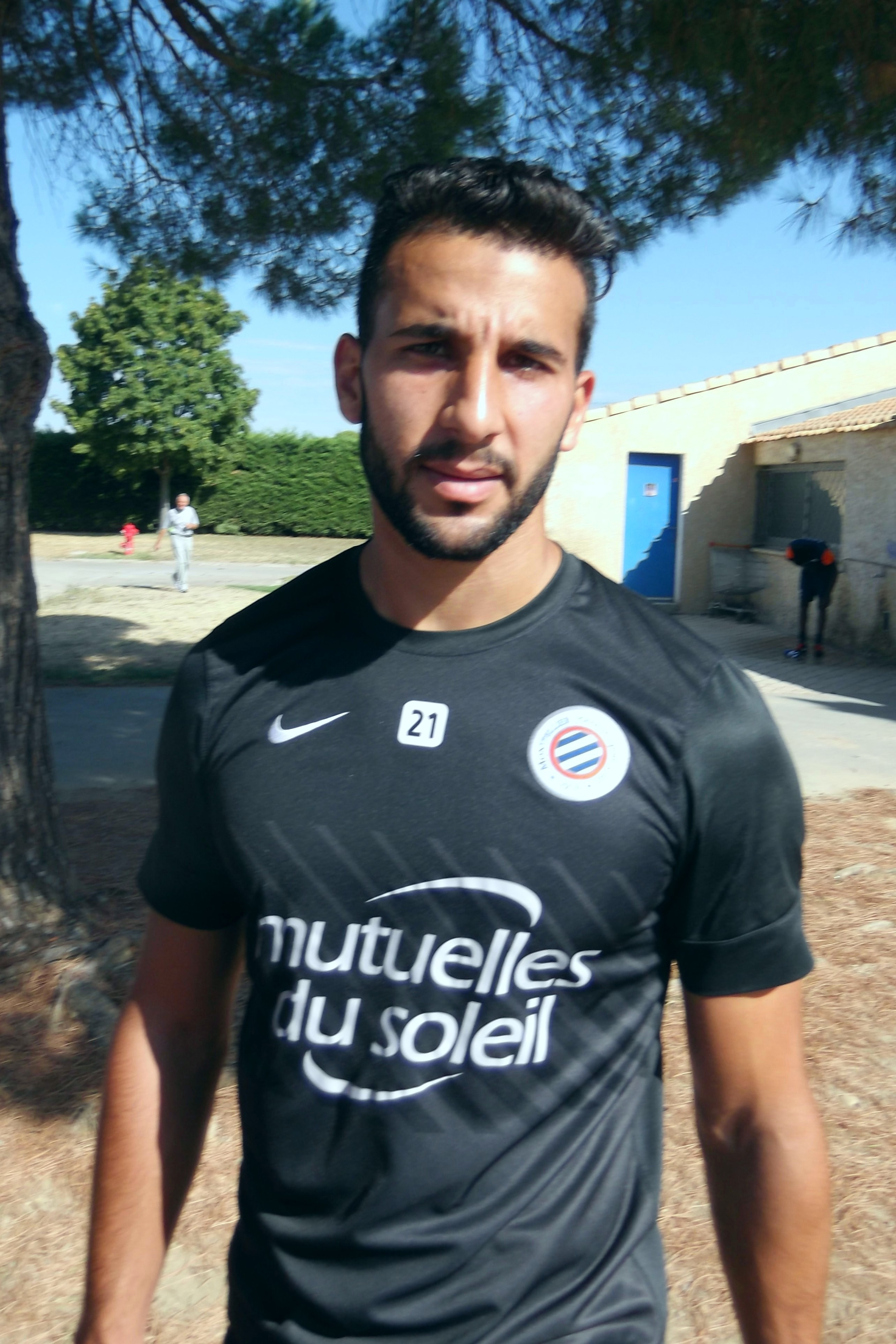
El Kaoutari en 2013 sous les couleurs de Montpellier.

Né à Montpellier, où il passe toute son enfance et sa jeunesse, il est formé au Montpellier Hérault Sport Club  avec lequel il joue en équipe A depuis 2007.
Jeune joueur prometteur, il est la doublure de Nenad Džodić à la suite de sa blessure à la fin de la saison 2009-2010 puis lors de la saison 2010-2011.
Il gagne notamment avec le club héraultais la coupe Gambardella en 2009, avec Rémy Cabella, Younès Belhanda et Benjamin Stambouli et le Championnat de France en 2012 avec Younès Belhanda, Karim Ait-Fana, Olivier Giroud et Rémy Cabella.
Le 28 juillet 2015, il signe un contrat de 4 ans avec le club italien de l'US Palerme. Pour son premier match officiel avec les roses, il offre la victoire a son nouveau club contre le Genoa CF, d'une frappe sous la barre à la 90+3e minute. Les choix tactiques induits par les nombreux changements d'entraineurs auront toutefois raison de son temps de jeu (moins de dix apparitions en une demi-saison).
Lors du mercato d'hiver 2016, il est prêté au Stade de Reims avec option d'achat.
En août 2016 il est prêté au sc Bastia avec option d'achat par son club
Le 16 janvier 2019, il signe un contrat de 6 mois, plus une année supplémentaire en cas de maintien de l''AS Nancy-Lorraine. Il portera le numéro 3.

### Carrière internationale
Au début de la saison 2010-2011, il choisit la sélection marocaine plutôt que l'équipe de France la FIFA ayant donné son feu vert.
Abdelhamid fait ses débuts avec le Maroc le 4 juin 2011 face à l'Algérie (victoire du Maroc 4-0). Le 4 septembre 2011, il est de nouveau sélectionné face à la République centrafricaine, match qui se termine sur un score nul et vierge.
Le 29 décembre 2011, Éric Gerets l’appelle pour faire partie de la sélection qui participera à la coupe d'Afrique des nations 2012 au Gabon et en Guinée équatoriale.
Le 15 mai 2012, il est appelé par Pim Verbeek pour participer au tournoi de Toulon, du 23 mai au 1er juin, avec les espoirs marocains en préparation des Jeux olympiques de Londres 2012 qui auront lieu durant l'été.
Lors du tournoi olympique, il dispute deux matchs en tant que titulaire : le premier contre le Honduras (2-2) but de Abdelaziz Barrada à la 36e minute et Zakaria Labyad 78e minute, quant au deuxième match qu'Abdelhamid a disputé avec les Olympiques marocains été contre le Japon perdu par 1-0 à la 89e minute. Par cette défaite et un nul contre l'Espagne en dernier match des poules, les Olympiques marocains sortent de la compétition dès les phases de poules.

## Statistiques et palmarès

### En équipe nationale
Abdelhamid El Kaoutari totalise 13 capes avec l'équipe du Maroc. Il est appelé pour la première fois afin de participer à la campagne de qualification pour les coupes d'Afrique des nations 2012 et 2013.
| Matches internationaux d'Abdelhamid El Kaoutari | Matches internationaux d'Abdelhamid El Kaoutari | Matches internationaux d'Abdelhamid El Kaoutari                        | Matches internationaux d'Abdelhamid El Kaoutari | Matches internationaux d'Abdelhamid El Kaoutari | Matches internationaux d'Abdelhamid El Kaoutari | Matches internationaux d'Abdelhamid El Kaoutari | Matches internationaux d'Abdelhamid El Kaoutari |
| 0                                               | Date                                            | Lieu                                                                   | Adversaire                                      | Score                                           | Résultats                                       | Compétitions                                    |                                                 |
| ----------------------------------------------- | ----------------------------------------------- | ---------------------------------------------------------------------- | ----------------------------------------------- | ----------------------------------------------- | ----------------------------------------------- | ----------------------------------------------- | ----------------------------------------------- |
| 1                                               | 4 juin 2011                                     | Grand Stade de Marrakech, Marrakech, Maroc                             | Algérie                                         | —                                               | 4-0                                             | Qualifications à la Coupe d'Afrique 2012        |                                                 |
| 2                                               | 10 août 2011                                    | Stade Léopold-Sédar-Senghor, Dakar, Sénégal                            | Sénégal                                         | —                                               | 0-2                                             | Match amical                                    |                                                 |
| 3                                               | 4 septembre 2011                                | Complexe Sportif Barthélemy Boganda, Bangui, République centrafricaine | Centrafrique                                    | —                                               | 0-0                                             | Qualifications à la Coupe d'Afrique 2012        |                                                 |
| 4                                               | 9 octobre 2011                                  | Grand Stade de Marrakech, Marrakech, Maroc                             | Tanzanie                                        | —                                               | 3-1                                             | Qualifications à la Coupe d'Afrique 2012        |                                                 |
| 5                                               | 8 janvier 2013                                  | Rand Stadium (en), Johannesbourg, Afrique du Sud                       | Zambie                                          | —                                               | 0-0                                             | Match amical                                    |                                                 |
| 6                                               | 12 janvier 2013                                 | Rand Stadium (en), Johannesbourg, Afrique du Sud                       | Namibie                                         | —                                               | 2-1                                             | Match amical                                    |                                                 |
| 7                                               | 19 janvier 2013                                 | FNB Stadium, Johannesbourg, Afrique du Sud                             | Angola                                          | —                                               | 0-0                                             | Coupe d'Afrique 2013                            |                                                 |
| 8                                               | 27 janvier 2013                                 | Stade Moses-Mabhida, Durban, Afrique du Sud                            | Afrique du Sud                                  | —                                               | 2-2                                             | Coupe d'Afrique 2013                            |                                                 |
| 9                                               | 14 août 2013                                    | Stade Ibn Batouta, Tanger, Maroc                                       | Burkina Faso                                    | —                                               | 1-2                                             | Match amical                                    |                                                 |
| 10                                              | 5 mars 2014                                     | Grand Stade de Marrakech, Marrakech, Maroc                             | Gabon                                           | —                                               | 1-1                                             | Match amical                                    |                                                 |
| 11                                              | 28 mai 2014                                     | Stade de l'Algarve, Faro, Portugal                                     | Angola                                          | —                                               | 0-2                                             | Match amical                                    |                                                 |
| 12                                              | 26 mars 2016                                    | Estádio Nacional de Cabo Verde, Praia, Cap-Vert                        | Cap-Vert                                        | —                                               | 0-1                                             | Qualifications à la Coupe d'Afrique 2017        |                                                 |
| 13                                              | 29 mars 2016                                    | Grand Stade de Marrakech, Marrakech, Maroc                             | Cap-Vert                                        | —                                               | 2-0                                             | Qualifications à la Coupe d'Afrique 2017        |                                                 |

### En club
Après avoir remporté la coupe Gambardella en 2009 avec les moins de 19 ans montpelliérain alors qu'il est déjà dans le groupe professionnel depuis début 2008, Abdelhamid participe à l’acquisition du titre de vice-champion de Ligue 2 en 2009 avant de devenir titulaire en Ligue 1 à la suite de la blessure de Nenad Džodić la saison suivante. Après une saison délicate en tant que remplaçant, il décroche le titre de champion de France avec le Montpellier Hérault SC, le 20 mai 2012.
| Saison                | Club                  | Championnat           | Championnat | Championnat | Coupe nationale | Coupe nationale | Coupe de la Ligue | Coupe de la Ligue | Compétition(s) continentale(s) | Compétition(s) continentale(s) | Compétition(s) continentale(s) | Total | Total |
| Saison                | Club                  | Division              | M.          | B.          | M.              | B.              | M.                | B.                | Comp.                          | M.                             | B.                             | M.    | B.    |
| 2007 - 2008           | Montpellier HSC       | Ligue 2               | 1           | 0           | -               | -               | -                 | -                 | -                              | -                              | -                              | 1     | 0     |
| 2008 - 2009           | Montpellier HSC       | Ligue 2               | 4           | 0           | 3               | 0               | -                 | -                 | -                              | -                              | -                              | 7     | 0     |
| 2009 - 2010           | Montpellier HSC       | Ligue 1               | 25          | 0           | 1               | 0               | 1                 | 0                 | -                              | -                              | -                              | 27    | 0     |
| 2010 - 2011           | Montpellier HSC       | Ligue 1               | 25          | 1           | 1               | 0               | 3                 | 0                 | C3                             | 1                              | 0                              | 30    | 1     |
| 2011 - 2012           | Montpellier HSC       | Ligue 1               | 5           | 0           | 2               | 0               | 1                 | 0                 | -                              | -                              | -                              | 8     | 0     |
| 2012 - 2013           | Montpellier HSC       | Ligue 1               | 23          | 0           | -               | -               | 1                 | 0                 | C1                             | 1                              | 0                              | 25    | 0     |
| 2013 - 2014           | Montpellier HSC       | Ligue 1               | 30          | 0           | 3               | 0               | 1                 | 0                 | -                              | -                              | -                              | 34    | 0     |
| 2014 - 2015           | Montpellier HSC       | Ligue 1               | 37          | 0           | -               | -               | 1                 | 0                 | -                              | -                              | -                              | 38    | 0     |
| Sous-total            | Sous-total            | Sous-total            | 150         | 1           | 10              | 0               | 8                 | 0                 | -                              | 2                              | 0                              | 170   | 1     |
| 2015 - 2016           | US Palerme            | Serie A               | 7           | 1           | 2               | 0               | 1                 | 0                 | -                              | -                              | -                              | 10    | 1     |
| Sous-total            | Sous-total            | Sous-total            | 7           | 1           | 2               | 0               | -                 | -                 | -                              | -                              | -                              | 9     | 1     |
| 2015 - 2016           | Stade de Reims (prêt) | Ligue 1               | 2           | 0           | -               | -               | -                 | -                 | -                              | -                              | -                              | 2     | 0     |
| Sous-total            | Sous-total            | Sous-total            | 2           | 0           | -               | -               | -                 | -                 | -                              | -                              | -                              | 2     | 0     |
| Total sur la carrière | Total sur la carrière | Total sur la carrière | 159         | 2           | 12              | 0               | 8                 | 0                 | -                              | 2                              | 0                              | 181   | 2     |